# أشلي بال
أشلي بال (بالإنجليزية: Ashleigh Ball) هي لاعب هوكي الحقل بريطانية، ولدت في 25 مارس 1986 في برايتون في المملكة المتحدة.

## وصلات خارجية
- أشلي بال على موقع الاتحاد الدولي للهوكي (الإنجليزية)
- أشلي بال على موقع اللجنة الأولمبية الدولية (الإنجليزية)
- أشلي بال على موقع أوليمبيديا (الإنجليزية)
- أشلي بال على موقع اللجنة الأولمبية البريطانية (الإنجليزية)
- أشلي بال على موقع اتحاد ألعاب الكومنولث (مؤرشف) (الإنجليزية)